# Pawling (miasto)
Pawling – miasto w Stanach Zjednoczonych, w stanie Nowy Jork, w hrabstwie Dutchess. Liczba ludności w 2020 roku wynosiła 8012 osób.

## Położenie
Pawling znajduje się w południowo-wschodnim krańcu hrabstwa. Graniczy od północy z Dover, od północnego zachodu i zachodu z Beekman, na południowym zachodnie posiada krótką granicę z East Fishkill, od południa graniczy z Kent i Patterson w hrabstwie Putnam, a od wschody ze stanem Connecticut (miasto Sherman).

## Transport
Przez Pawling przebiega linia kolejowa Harlem Line, należąca do Metro-North Railroad. Stacja kolejowa znajduje się we wsi Pawling.